# 毋部
毋部，為漢字索引中的部首之一，康熙字典214個部首中的第八十個（四劃的則為第二十個）。在傳統漢字與中文簡化字中，其都被歸為四劃部首。毋部通常是從下、左、右方均可為部字，且無其他部首可用者將部首歸為毋部。

## 部首單字解釋
1.勿、莫，表示禁止。見說文。
2.不，表示否定。
3.沒有，通無。
4.姓。見通志 · 氏族略三。
毌：ㄍㄨㄢˋ，穿通，貫的古字。見說文。
母：ㄇㄨˇ，①媽媽。②女性長輩的尊稱。③根源、來源。④雌性的。⑤大小成套東西中較大的部分。⑥原本的。⑦老婦。

## 字形

金文
大篆
小篆

## 名稱
- 漢語：毋部　（注音：ㄨˊ ㄅㄨˋ 香港拼音：mou4 bou6）
- 中国语：毋部　（拼音：wúbù）
- 日語：
- 朝鲜語：

## 字例
| 除部首外之筆劃 | 字例 -{ |
| -------------- | ------- |
| 0              | 毋毌母  |
| 2              | 毎      |
| 3              | 每毐𣫮  |
| 4              | 毑毒𣫲  |
| 7              | 𣫷      |
| 9              | 毓      |
| 10             | 𣫺 }-   |